# 糠部郡
糠部郡（ぬかのぶぐん）とは、かつて陸奥国にあった郡。現在の青森県東部から岩手県北部にかけて広がっていた。

## 由来
1407年（応永14年）の『三国伝記』では、あるとき女が難蔵に向かって言うことには「この言両（ことわけ）の嶺の西三里に、奴可の嶺という所に池があり、その池に八頭の大蛇がいる。私を妻として1月のうち上旬の15日は奴可の池に住んで、下旬の15日はこの池に住んでいるので、今はちょうど来る時期です。心してください」という記述がある。これが、南祖坊と八郎太郎が初めて登場するくだりである（三湖伝説）。菅江真澄は『とわだのうみ』や『いはてのやま』で、この奴可が、八甲田山東部の郡の古名、糠部郡の由来になり、のちに音読され八甲田山が糠檀（こうだ）の岳に変わったとした。これより先に、元禄のはじめに南部藩に逗留した京都の医師の松井道圓の作とされる『吾妻むかし物語』でも、この説は言及されており、菅江真澄は南部藩周遊中にこの本を読んだ可能性がある。

## 歴史
かつて奥六郡の北には郡は置かれなかったが、延久蝦夷合戦の結果、糠部郡、鹿角郡、比内郡、平賀郡、田舎郡、鼻和郡が建郡された。建郡の時期は文献がないため不明だが、清原真衡の時代という説と藤原清衡の時代（奥州藤原氏）という説がある。
文治5年（1189年）藤原泰衡が滅びると奥州は源頼朝の支配下に入り、関東御家人への恩給が行われたが、糠部郡に関する記録はない。
当郡の支配関係が記録に見えるのは、寛元4年（1246年）北条時頼が「陸奥国糠部五戸」の地頭代職に左衛門尉平（三浦）盛時を補任したことが初めてである。
元弘4年（建武元年 1334年）陸奧国府の北畠顕家は南部師行に対して信濃前司入道（二階堂行珍）の代官を久慈郡に入部させよと命じており、平泉藤原氏の時期から、現在の久慈市域（九戸郡の一部）とほぼ一致する郡域が古代、閉伊郡から分離独立したものとみられ、鎌倉末期には糠部、岩手、久慈、津軽四郡など北条氏所領群の一角をなしていたと推定される。
寛永11年（1634年）糠部郡は、北郡、二戸郡、三戸郡、九戸郡に分割された。

## 九ヵ部四門の制
糠部郡には、「九ヵ部四門の制（くかのぶしかどのせい）」の制がしかれていた。
糠部郡を一から九までの「戸」（あるいは部）にわけ、一戸ごとに七ヶ村を所属させ、余った四方の辺地を東門、西門、南門、北門と呼んだと思われる。
一説には南部氏の領地になった順番とも言われるが、四門九戸の制がしかれた時期が鎌倉期以前ともされているので、必ずしも事実とは思われない。
他に、南門が一戸・二戸、西門が三戸・四戸・五戸、北門が六戸・七戸、東門が八戸・九戸を差すとする説もある。
「戸」とは「牧場」の意であるとも言われる。
戸制が施行された地域は「糠部の駿馬（ぬかのぶのしゅんめ）」といわれた名馬の産地で、馬がどの「戸」の産かを示す「戸立（へだち）」という言葉も生まれるほど珍重され、源頼朝が後白河院に馬を献上した際、後白河院が「戸立」に非常に興味を示したと『吾妻鏡』にある。
四戸を除き、一戸から九戸は現在でも行政地名として現存し、一戸町、二戸市、九戸村が岩手県に立地し、三戸町、五戸町、六戸町、七戸町、八戸市は青森県に立地しており、北門は現在の上北郡、下北郡にその名を留めている。

### 「戸」（へ）のつく現存地名
|   | 県     | （旧）郡 | 市町村 | 位置                                   |
| - | ------ | -------- | ------ | -------------------------------------- |
| 1 | 岩手県 | 二戸郡   | 一戸町 | 北緯40度12分46.8秒 東経141度17分43.7秒 |
| 2 | 岩手県 | 二戸郡   | 二戸市 | 北緯40度16分16.3秒 東経141度18分17.3秒 |
| 3 | 青森県 | 三戸郡   | 三戸町 | 北緯40度22分41.2秒 東経141度15分31.3秒 |
| 5 | 青森県 | 三戸郡   | 五戸町 | 北緯40度31分52.5秒 東経141度18分29.1秒 |
| 6 | 青森県 | 上北郡   | 六戸町 | 北緯40度36分34.2秒 東経141度19分29.8秒 |
| 7 | 青森県 | 上北郡   | 七戸町 | 北緯40度41分50.7秒 東経141度9分3.6秒   |
| 8 | 青森県 | 三戸郡   | 八戸市 | 北緯40度30分44.2秒 東経141度29分18.2秒 |
| 9 | 岩手県 | 九戸郡   | 九戸村 | 北緯40度12分41秒 東経141度25分8.3秒    |

- 四戸については、青森県八戸市の櫛引と言う説がある。その根拠は、同地にある櫛引八幡宮のかつての別名が「四戸八幡宮」であったことによる。一方、青森県三戸郡五戸町浅水または同町志戸岸（いずれも浅水川沿岸）との説がある。四戸がない、もしくは消滅した理由として、｢四｣は｢死｣を連想するからとも言われる。浅水の語源は「朝を見ず（＝死）」であるという。もし仮に五戸町浅水が四戸であったとすれば、旧陸羽街道沿いに一戸から五戸までが番号順に並ぶことになる（六戸も五戸と接しているが街道沿いではない。ただし、陸羽街道の成立は410年以上未来の江戸時代のことである）。[3]
- 「十戸」にあたる地名が、「十和田」「遠野」であるとする説も存在する。また、青森県下北郡大間町の奥戸（おこっぺ）が「最も奥の戸」であるという説もある（一般にはアイヌ語とする説が有力）。殊に「遠野」については、近年の研究で「とおのへ遠野」と呼ばれていたことが明らかとなり、糠部に宗家としてあった「根城南部氏」が遠野へ領地を移されたことから一つの説とされている。しかし、一戸から九戸までの数字は順番であり数量ではない。もし「十戸」があったとすれば、それは十番目を意味する「じゅうのへ」であって、数量を意味する「とお」ではないため、元々「十戸」は無く、場所も離れている「十和田」「とおのへ（遠い戸の意）遠野」説には無理があるとされている。秋田県鹿角郡十和田町（現鹿角市）や青森県南津軽郡浪岡町（現青森市）にも「十和田霊泉」と呼ばれる箇所があり、いずれの「戸」とも接していない。
- 青森県から岩手県にかけての地域には、一戸から九戸の苗字も存在する（必ずしも南部氏由来とは限らない）。こちらは「四戸」もある。